# کنتا فوکوموری
کنتا فوکوموری (انگلیسی: Kenta Fukumori؛ زادهٔ ۴ ژوئیهٔ ۱۹۹۴) بازیکن فوتبال اهل ژاپن است.